# Hirschau
Hirschau – miasto w Niemczech, w kraju związkowym Bawaria, w rejencji Górny Palatynat, w regionie Oberpfalz-Nord, w powiecie Amberg-Sulzbach. Leży około 12 km na północny wschód od Amberga, przy drodze B14 i linii kolejowej Amberg – Schnaittenbach.